# 隼町 (東京都)
隼町（日语：／ Hayabusachō */?）是日本東京都千代田區的町名。2013年7月1日為止的人口為475人。郵遞區號102-0092。

## 地理
位於千代田區西部。北以東京FM通（東京FM通り）與麴町為界。東以内堀通、櫻田濠（桜田濠）與皇居（千代田）為界。南以青山通與永田町為界。西以半藏門站通（半蔵門駅通り）與平河町為界。
隼町是國立劇場與最高裁判所所在地，另有少數的大樓與住宅。

## 歷史
本來的隼町指現行隼町與北邊的麴町一丁目南部地區。這個舊隼町在江戶時代初期為旗本屋敷，也是日枝神社在1604年（慶長9年）明曆大火前的所在地。1697年（元祿10年），隼町成立。
另一方面，現在的隼町町域在江戶時代是武家地。三宅坂的名稱是源自於本地田原藩三宅家上屋敷，同時以渡邊華山的住所聞名。
1872年（明治5年）隼町更名為麴町山元町一丁目，南邊的舊武家地命名為麴町隼町。三宅坂一帶在戰前是陸軍據點，隼町內有東京第一衛戍醫院（現國立國際醫療研究中心）、教育總監部、陸軍航空本部等設施。戰後設立最高裁判所，成為日本司法的中心。1973年（昭和48年）實施住居表示。

### 地名由來
德川家康入主江戶時，因這裡有鷹匠屋敷而得名。與其他各地的鷹匠町同義。

## 交通
國立劇場通（国立劇場通り）南北貫穿本町。東南端是三宅坂交差點，是青山通（青山通以該交差點為起點）與内堀通交匯的交通要地。又，東部的内堀通稱為「三宅坂」。三宅坂的高知名度讓周圍許多地點以三宅坂命名。
町內沒有鐵路車站，但可利用周邊的地下鐵半藏門線半藏門站和永田町站。

## 設施
- 最高裁判所
  - 最高裁判所圖書館（日语：最高裁判所図書館）
- 國立劇場
- 國立演藝場（日语：国立演芸場）（國立劇場旁）
- 傳統藝能情報館
- 隼町分廳舍
- 隼町住宅
- Grand Arc半藏門（グランドアーク半蔵門）

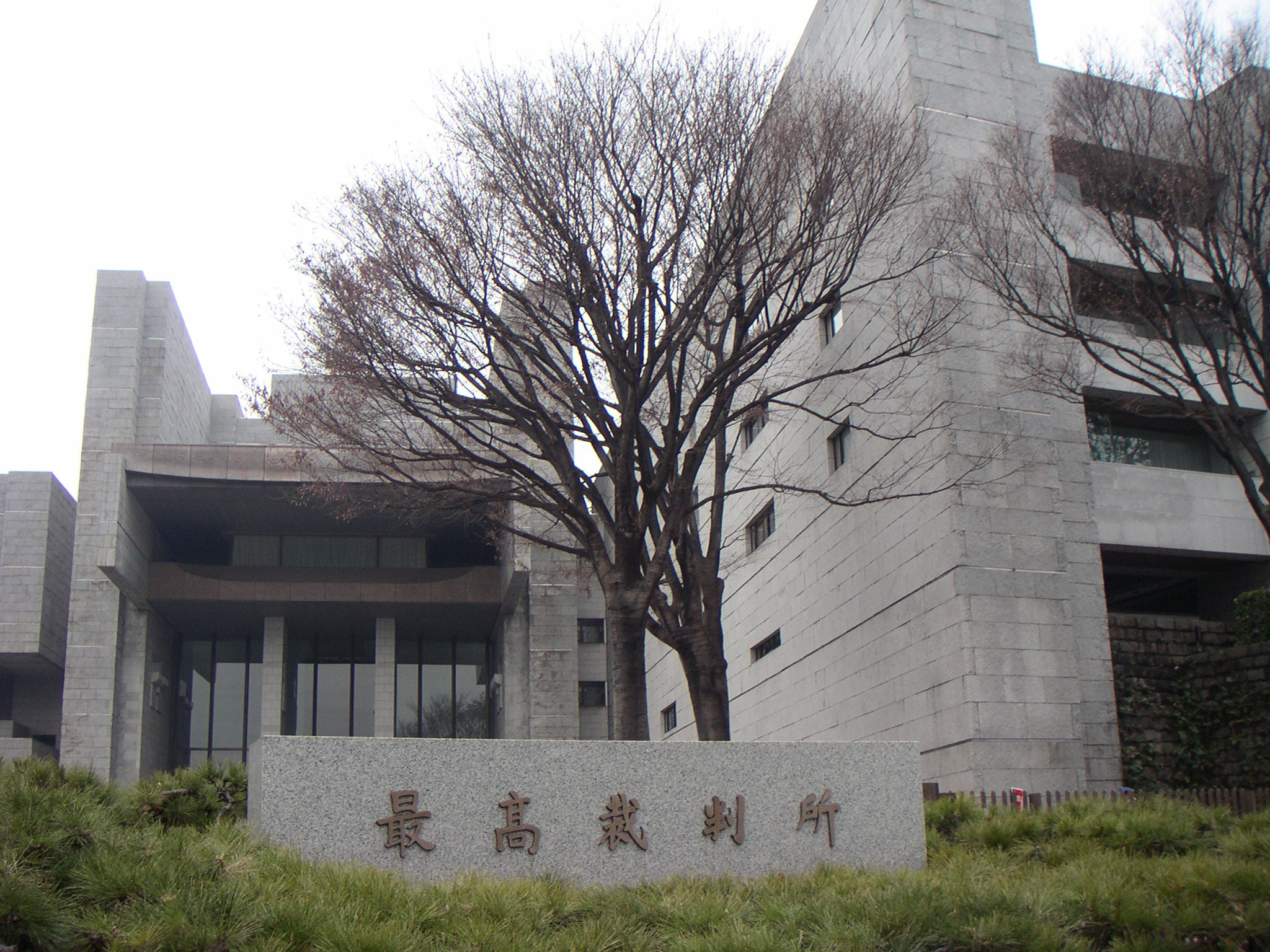
最高裁判所
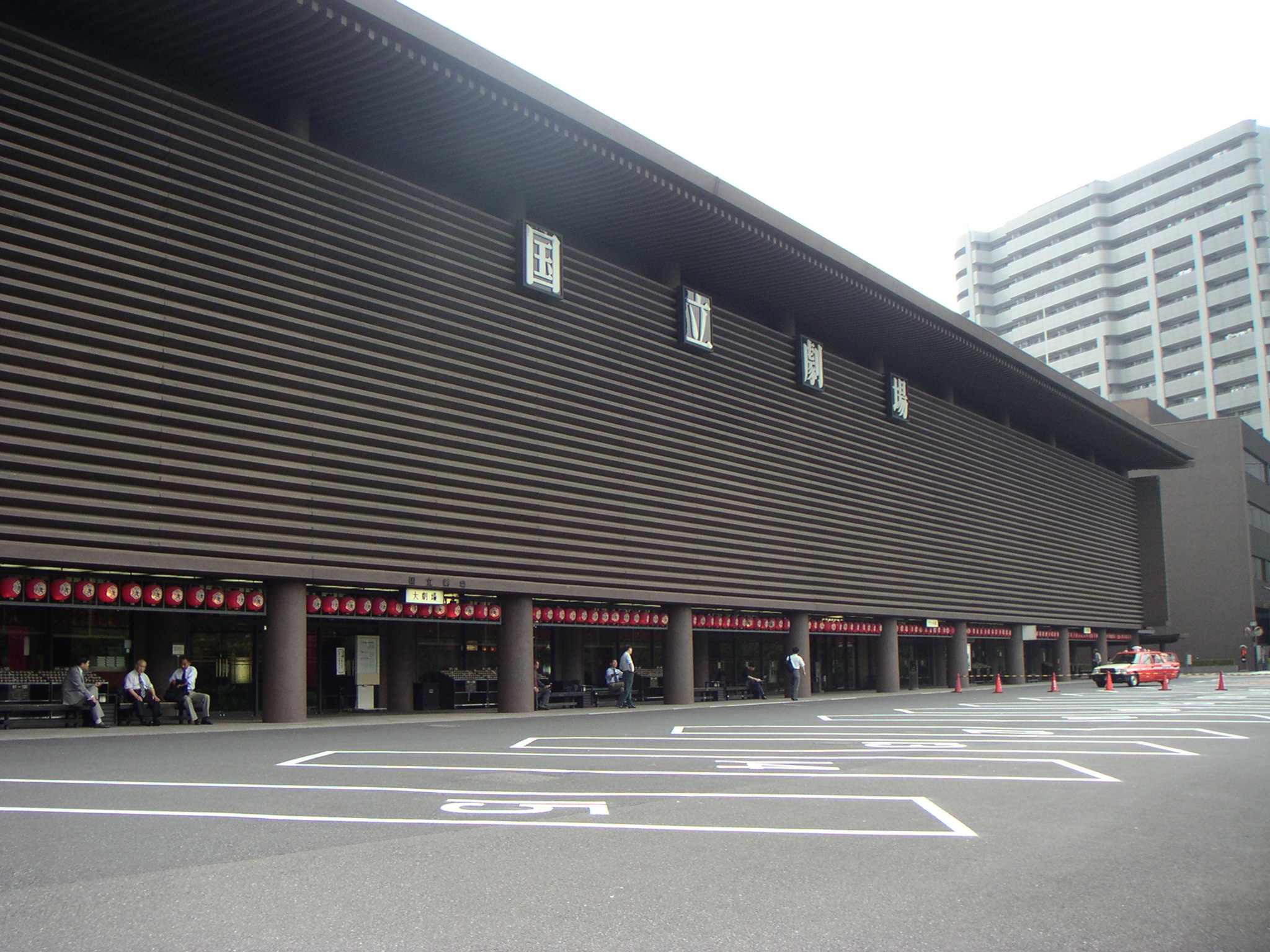
國立劇場
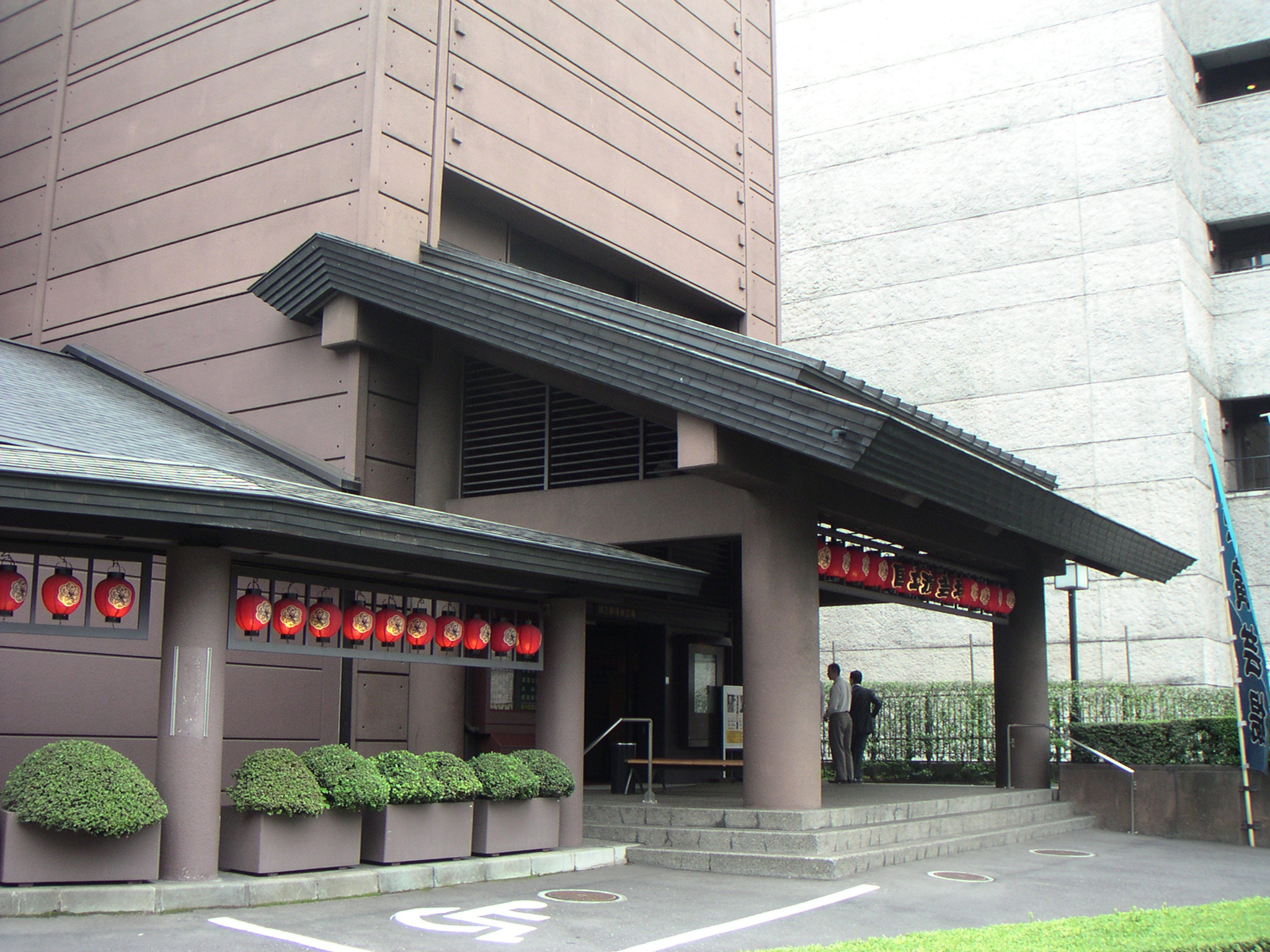
國立演藝場
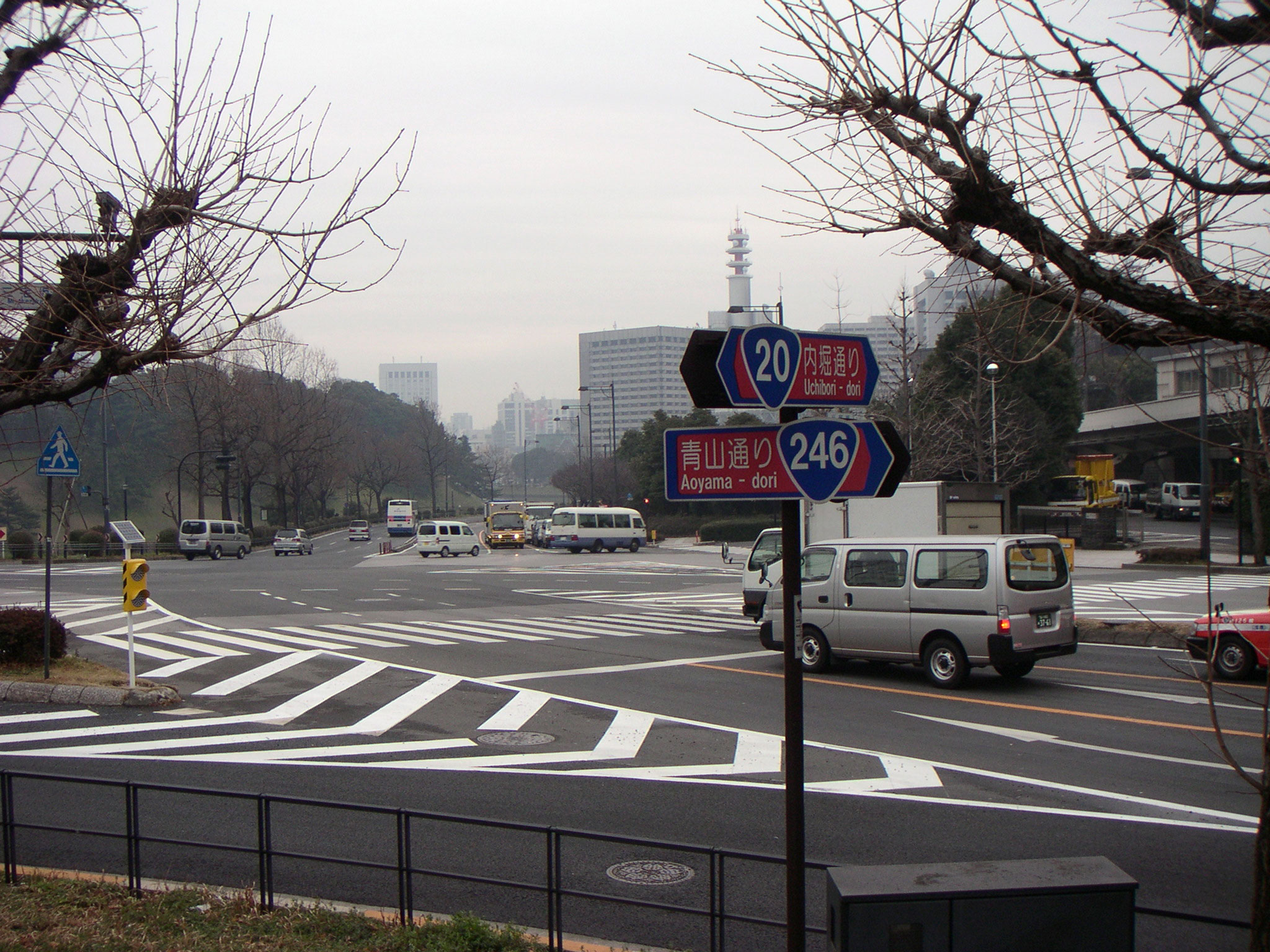
三宅坂交差點

## 備註
1. ↑  町丁別世帯数および人口（住民基本台帳）：平成25年7月1日現在-千代田区総合ホームページ 的存檔，存档日期2013-10-23.
2. ↑  .   [2013-08-13]. （原始内容存档于2020-10-19）.